# Vegerbol
Vegerbol, förr Wegerbol, är en by i Värmskogs socken i Grums kommun. I närheten av Vegerbol finns sjön Lilla Vermelen, här har tidigare funnits en kvarn. I Vegerbol växte Lars Magnus Ericsson, grundare av LM Ericsson, upp och hans far Erik Eriksson var från byn.
Byn hade en silvergruva där det även bröts koppar. Under rekordåret 1848 lyckades man utvinna 438 kg silver.
I byn finns det i dag, utöver silvergruvan, som museum även LM Ericssongården där Lars Magnus Ericsson är född.